# Петя Александрова (поетеса)
 Тази статия е за поетесата.  За кинокритика вижте Петя Александрова (кинокритик).  
Петя Александрова е българска поетеса и писателка.

## Биография
Родена е на 23 юни 1948 г. в Ямбол. Средното си образование завършва в Сливен, а след това специалност българска филология във Великотърновския университет „Св. св. Кирил и Методий“. Работи в Сливен като журналист и учител. След 1975 г. работи като журналист във вестниците „Труд“ и „Жена“, както и в списанията „Родна реч“, „Ревю“ и „Еволюция“.

## Творчество
Автор е на 12 книги с поезия и проза за възрастни и 33 сборника с приказки и стихове за деца, куклената пиеса „Магаренцето Рашко“, поставена на сцената на Държавния куклен театър в Сливен, и анимационният филм „Въженцето“. Стиховете ѝ са преведени на английски, полски, румънски, руски, словашки и турски език.

## Отличия и награди
- 1985 г. – получава награда за дебютна книга от Министерство на просветата и културата;[1]
- 2007 г. – удостоена е с наградата на Министерство на образованието и науката „Петко Рачов Славейков“ за цялостно детско творчество;
- 2008 г. – удостоена е с Националната награда „Константин Константинов“ за принос в детското книгоиздаване (категория "Автор")
- 2009 г. – Първа награда за поезия в Националния конкурс в с. Добрич – „Доброслов“
- 2011 г. – Голямата награда в конкурса за детски книги в Гоце Делчев
- 2011 г. – Награда в конкурса за поезия за деца в Панагюрище
- 2012 г. – Специална награда в конкурса „Станка Пенчева“, Стралджа
- 2012 г. – Годишната награда на СБП за детска литература
- 2015 г. – Националната награда „Петя Караколева“ за детска книга
- 2016 г. – Годишната награда на СБП за „детска литература“
- 2016 г. -  Втора награда в третия национален конкурс за поезия "Николай Лилиев", Стара Загора
- 2018 г. – Голямата награда в конкурса „Поетични хоризонти на българката“ (Разград) на името на Станка Николица Спасо-Еленина
- 2021г. - Знакът "The White Ravens" ("Белите гарвани") от Международната младежка библиотека в Мюнхен за книгата "Кой припка за рибка"